# La Marquise de Sade (film)
Pour les articles homonymes, voir La Marquise de Sade.
Pour plus de détails, voir Fiche technique et Distribution.
La Marquise de Sade (Die nackte Gräfin) est un film policier érotique ouest-allemand réalisé par Kurt Nachmann, sorti en 1971.

## Synopsis
Au bord d'une route de campagne bavaroise, le corps nu d'un jeune homme, un mécanicien nommé Toni, est retrouvé dans un cabriolet. Les papiers d'immatriculation de la voiture conduisent le commissaire Gabriel au domaine du comte hongrois Anatol Manesser-Mankonyí, un aristocrate aussi élégant que glacial, qui est en train d'organiser une fête débauchée à l'occasion de l'anniversaire de sa femme. Avec l'arrogance qui le caractérise, le comte renvoie les fonctionnaires à son secrétaire Clemens et à sa servante Hélène. Ceux-ci ont des choses sombres à raconter sur la vie de leur maître. Ils racontent au commissaire les événements qui auraient conduit à la mort de Toni.
Lors d'un défilé de mode, le comte Anatol fit la connaissance de la jeune paysanne Verena et commença immédiatement à la courtiser. Tous deux se marièrent, mais le comte montra bientôt son côté sombre, obsessionnel et maladif. Se montrant incapable de montrer et de donner un amour véritable, il exigea d'elle qu'elle participe à son fétiche, à savoir des jeux sexuels sadiques qui prirent des formes de plus en plus excessives. Alors que Verena se montrait au début très intéressée et presque euphorique, son sentiment se transforma bientôt en mépris, car elle devint bientôt un instrument pour son époux sado-maso : Verena devait donner l'objet du désir pour les invités, et tous les péchés capitaux (et certaines bassesses au-delà) devaient être révélés.
Chaque visiteur de la maison du comte représentait un abîme de caractère : l'arrogance et la haine, la gloutonnerie, la luxure, la léthargie, la cupidité et l'envie. Bientôt, les invités se livrent à une profonde antipathie mutuelle ... et profitent même de cet état. Jusqu'à ce qu'un malheur arrive et que ce même Toni soit assassiné. Celui-ci avait en effet été choisi par le comte, qui s'avère impuissant et qui est un voyeur profondément déviant, pour être l'amant de sa femme, la comtesse nue qui donne son titre au film. Pendant que le mécanicien se jetait sur l'aristocrate, son époux, le comte Anatol, les photographiait en train de faire l'amour. Mais ils sont tombés amoureux et Verena a voulu s'enfuir avec Toni et commencer une nouvelle vie avec lui, loin de son mari pervers et incapable d'aimer. Lorsque le comte Anatol a demandé le prix de Toni pour ses services sexuels sur la comtesse nue, celui-ci est devenu fou et a tiré sauvagement dans l'atelier photo d'Anatol. C'est ainsi qu'il a été condamné à mort ...

## Fiche technique
- Titre français : La Marquise de Sade[1]
- Titre original : Die nackte Gräfin[2]
- Réalisation : Kurt Nachmann
- Scénario : Kurt Nachmann
- Photographie : Franz Xaver Lederle (de)
- Montage : Monica Wilde
- Musique : Gerhard Heinz (de)
- Production : Karl Spiehs
- Société de production : Lisa Film GmbH (Munich)
- Pays d'origine :  Allemagne de l'Ouest
- Langue : Allemand
- Format : Couleur - 1,66:1 - mono - 35 mm
- Genre : Film policier érotique
- Durée : 85 minutes
- Dates de sortie :
  - Allemagne de l'Ouest : 12 mars 1971
  - France : 12 juin 1974

## Distribution
- Wolfgang Lukschy : Comte Anatol
- Ursula Blauth (de) : son épouse Verena, la comtesse nue
- Kurt Nachmann : le commissaire Gabriel
- Renate Kasché : Hélène, la servante du comte Anatol
- Gunther Möhner : Toni, la victime du meurtre
- Ilka Häusler : Rosy
- Christiane Müller : Hannelore
- Elke Haltaufderheide : Tilla
- Helga Marlo : Roswitha
- Henner Quest : Hermann
- Fernando Gómez (de) : Clemens
- Michael Cromer : Volker Sachsenberg
- Ernst Ziegler : Baron Cyrill
- Gernot Möhner : Forestier
- Ibrahim Aslahan : Kemal
- Julio M. Pinheiro : Bogdan
- Jean-Pierre Zola : Galupian
- Michel Jacot : Libre